# Lambalgen

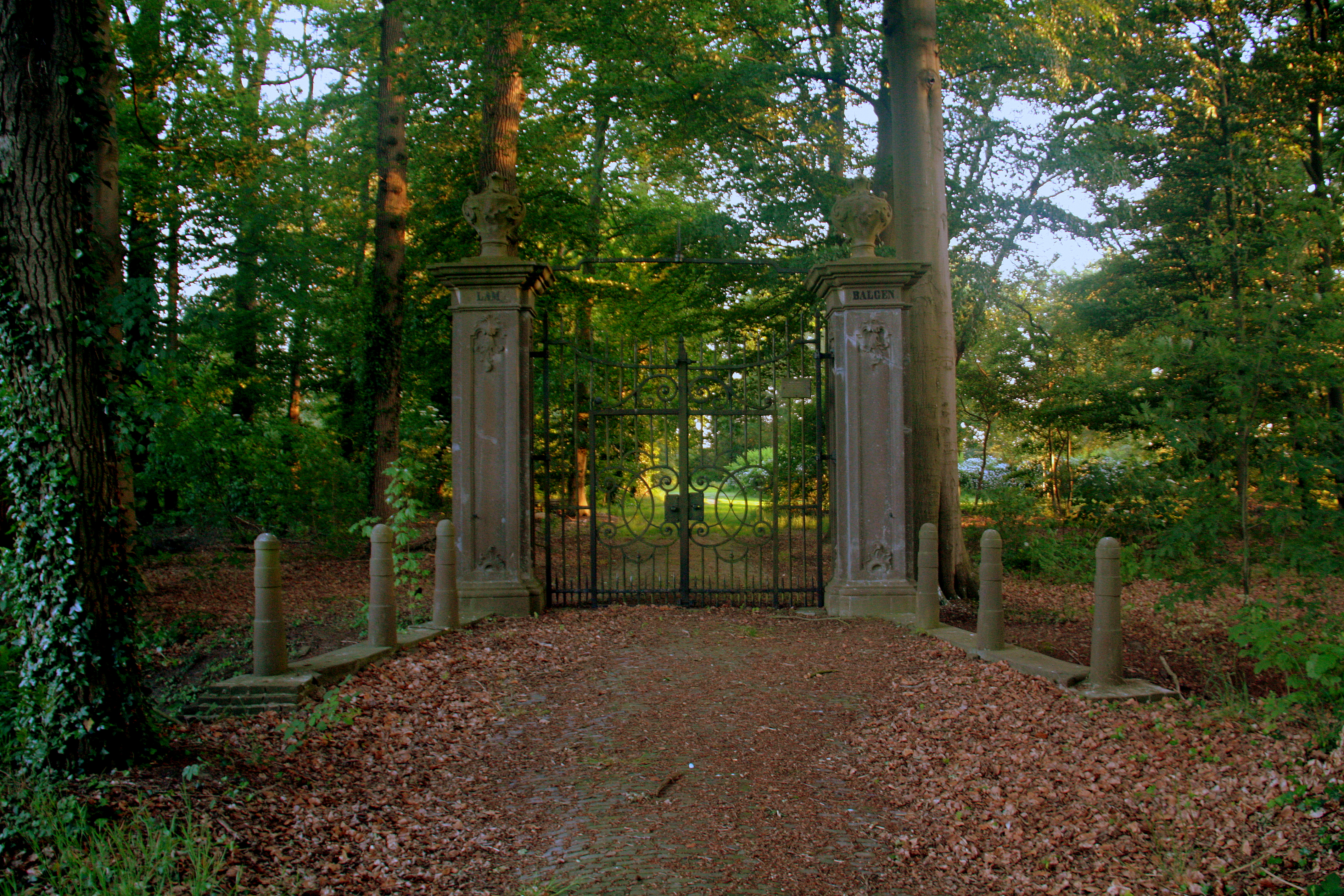
Het hek bij buitenplaats Lambalgen, rijksmonument nr. [http://www.kich.nl/kich2010/rapport.jsp?id_qualifier=ODB:Rijksmonumentnr&id=39544 39544

Lambalgen is een landgoed in Woudenberg, net ten zuiden van Scherpenzeel in de provincie Utrecht. Het bos bestaat al vanaf de 13e eeuw, het landgoed vanaf de 15de eeuw. Het landgoed is ongeveer 290 hectare.
Het huis Lambalgen is in 1953 afgebrand en niet meer opgebouwd. Wel is er nog een mooi park langs het Valleikanaal. Dit park is gedeeltelijk opengesteld voor bezoekers.

## Landgoed Lambalgen

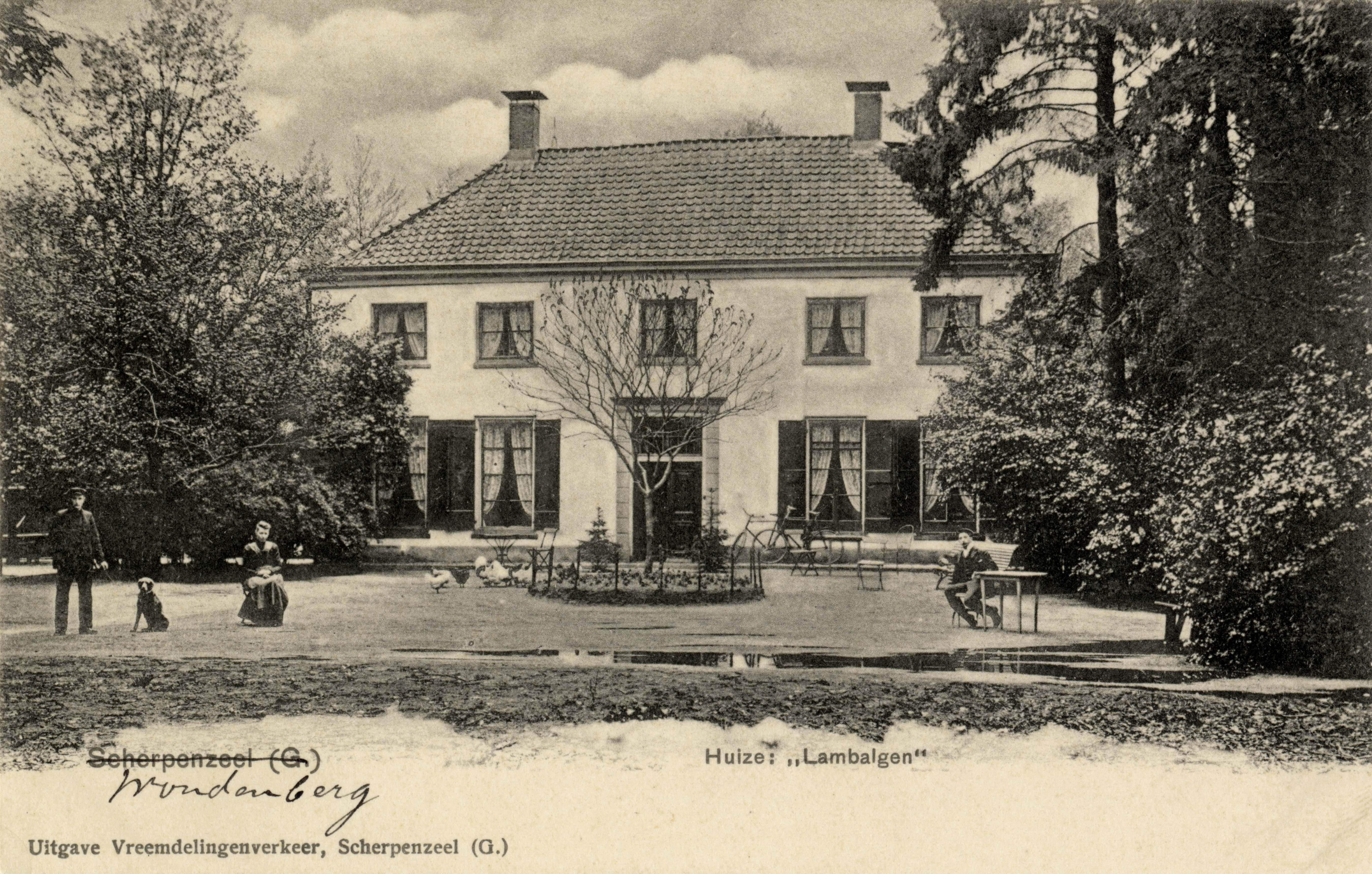
Huize Lambalgen (1903) [https://hetutrechtsarchief.nl/beeldmateriaal/detail/157f65ce-cb36-53b0-b279-471acd02dcc5/media/aa57de01-84ce-6833-b0dd-6df75e74bc89?mode=detail&view=horizontal&q=Lambalgen&rows=1&page=1

De naam Lambalgen is afgeleid van de omgeving van het gebied, gelegen aan de vroegere Lunterse Beek: Lammer, "belemmering" en Balgen (ONL *balg: zwelling, lichte verhoging): zandruggen welke de loop van de beek belemmerden (de beek liep vroeger langs de westzijde, het huidige Valleikanaal langs de oostzijde). Bij de plek waar het huis Lambalgen stond zijn deze dekzandruggen zeer duidelijk te zien, plaatselijk genaamd de slingers en gelegen langs de Lambalgseweg. 
Het landgoed met herenhuis werd in 1646 per opbod voor 28.000 gulden verkocht omdat er veel schulden waren, maar het is niet bekend wanneer dat huis werd gebouwd. 
Rond 1719 waren er drie boerderijen, Groot Lambalgen, Klein Lambalgen en Lutteke Lambalgen. In die tijd stond Groot Lambalgen samen met een herenhuis op een omgracht eiland. 

### Vestingswerk
In 1745 werd de Grebbelinie aangelegd. In 1793 werd de liniedijk bij Lambalgen omgevormd tot de Post van Lambalgen, de stenen redoute uit de 18de eeuw bleef staan, en een lunet werd tussen de Broekersloot en de Lunterse Beek aangelegd. Voor de artillerie werd een emplacement voor twaalf kanonnen aangelegd en voor 260 man infanterie werden banketten aangelegd. Tijdens de inval van de Eerste Franse Republiek werd nog een houten wachttoren gebouwd. Achteraf werd hier toen niet gevochten omdat de Fransen over de bevroren rivieren naar de Betuwe trokken. Veel van deze opstellingen waren van zand en hout, dus er bleef weinig van over.
In mei 1940 werd hier veel gevochten. Er werden loopgraven aangelegd en werden er enkele kazematten gebouwd. Er is ook nog een betonnen mitrailleuropstelling uit die periode te zien.

### Brand
In 1953 bood het huis onderdak aan twintig Molukkers en aan de familie Keijzer uit Stellendam, die aan de watersnoodramp was ontkomen. Enkele dagen later brak er brand uit. Het huis werd daarna gesloopt.

## Bewoners
- - 1517: Hendrick van Moutwijk
- 1517 - 1536?: Dirk van Moutwijk
- 15?? - 1583: Maria Dirksdr van Moutwijk was getrouwd met Hendrick Ruijsch van Pijlsweerd. Hendrick was de zoon van Frederick Ruysch (burgemeester van Utrecht) en Catheryne van der Borch, Hendricks broer Jan erfde Lambalgen.
- 1583 - ca 1589 Jan Ruijsch van Pijlsweert was getrouwd met Walravina van Soudenbalch
- ca 1589 - 1595: Jan Ruijsch van Pijlsweert jr bleef er nog enkele jaren wonen.
- 1599 - 1645: Maria Ruijsch erfde Lambalgen van haar grootvader. In 1610 trouwde zij met jonker Walraven van Arkel. Hij nam drie hypotheken op Lambalgen. Walraven van Arkel was schout van Amersfoort.
- 1645 - 1646: Jonker Walraven van Arkel. Zodra Maria Ruijsch overleed moest Lambalgen in 1646 per opbod verkocht worden.
- 1646 - 16??: Pieter de Gruyter werd de nieuwe eigenaar voor 28000 gulden. Hij was wijnkoper in Utrecht en woonde er waarschijnlijk niet. Vanaf 1696 verhuurde hij het. Lambalgen bleef ruim 150 jaar in zijn familie.
- 16?? - 1704: Bartholomeus de Gruyter trouwde met Maria Specx
- 1704 - 1741: Bartholomeus de Gruyter jr (en zijn vrouw Anna van Blankendael)
- 1741 - 1783: Elisabeth de Gruyter
- 1783 - 1812: Anna Elisabeth de Gruijter trouwde met Louis Lucas Bols
- 1812 - 1843: Johann Wilhelm Gülcher kocht Lambalgen voor 54.600 gulden. Het huis werd door hem uitgebreid tot het huis zoals dat bestond tot 1953. Hij veranderde de naam van het huis in Beekhorst. Hij bleef vrijgezel en verhuisde in 1843 naar Duitsland. Hij veilde al zijn bezittingen in Nederland.
- 1843: Dirk Clasinus Johannes Harmsen uit Amerongen was lid van de Provinciale Staten van Utrecht en gaf het landgoed weer zijn oorspronkelijke naam. Hij verhuurde het huis aan Martinus Joan Calkoen. Na zijn dood werd het huis voor 1.035.585 gulden geveild.
- Mr Herman Royaards kocht het huis na het overlijden van Harmsen voor 1.035.585 gulden.
- 1933: Sara Maria Citters trouwde met Constantijn Leopold Patijn, waarna het bezit in handen van de familie Patijn komt. Deze is nog steeds eigenaar van het landgoed.